# Orgeln in China
In China gibt es seit den Zerstörungen nach der Revolution von 1949 wieder mehr als 30 Orgeln.

## Geschichte
Die Mundorgel Sheng ist eines der ältesten traditionellen Instrumente in China und seit mehr als 3000 Jahren bekannt. Die Panflöte pai xiao ist ebenfalls sehr alt.
Aus dem Jahr 1600 ist die älteste Nachricht über eine Orgel europäischer Bauart im Gebiet des heutigen China bekannt, die Jesuiten in die portugiesische Kolonie Macau brachten. Es folgten weitere Instrumente als Geschenke für regionale Herrscher oder für den Gebrauch in Missionskirchen. Diese waren wahrscheinlich sehr klein, Positive bzw. Portative. Bis 1800 sind 30 Orgeln bekannt. Bis 1939 waren es über 110, meist in protestantischen und katholischen Kirchen.
Nach der Revolution von 1949 wurden alle Orgeln in der Volksrepublik China zerstört, in der britischen Kolonie Hongkong blieben diese dagegen meist erhalten. Seit 1975 wurden dort wieder neue gebaut, zunächst für Kirchen, dann auch für Konzertsäle. 1989 gründete sich an der dortigen Baptist University das Pipe Organ in China Project, das sich der Erforschung der Orgeln in China widmete. 2018 wurde es nach Abschluss der Arbeiten aufgelöst.
1989 wurde in Peking die erste Orgel in der Volksrepublik China gebaut, seitdem entstanden zahlreiche neue Instrumente im Land.

## Orgeln (Auswahl)
Bestehende Orgeln
Die Größe der Instrumente wird in der fünften Spalte durch die Anzahl der Manuale und die Anzahl der klingenden Register in der sechsten Spalte angezeigt. Ein großes „P“ steht für ein selbstständiges Pedal, ein kleines „p“ für ein angehängtes Pedal. Die Sortierung erfolgt nach Orten, die Namen der Gebäude sind in englischer Sprache angegeben.
| Provinz, Ort       | Gebäude                                              | Jahr | Orgelbauer                 | Bild | Register | Manuale | Bemerkungen                                                                            |  |
| ------------------ | ---------------------------------------------------- | ---- | -------------------------- | ---- | -------- | ------- | -------------------------------------------------------------------------------------- |  |
| Beijing (Peking)   | Concert Hall                                         | 1989 | Rieger-Kloss, CZ           |      | 60       | IV/P    | Erste Orgel in der Volksrepublik                                                       |  |
| Beijing            | China National Radio                                 |      | Oberlinger Orgelbau, D     |      | 50       | III/P   |                                                                                        |  |
| Beijing, Dong Tang | East Cathedral (St. Josephs Wangfujing)              | 2012 | Rieger-Kloss               |      |          |         |                                                                                        |  |
| Beijing            | Music Hall, Zhongshan Park                           | 1999 | Austin Organs              |      | 53       | III/P   |                                                                                        |  |
| Beijing            | Golden Sail Concert Hall, School No. 35              | 2015 | Johannes Klais Orgelbau, D |      | 45       | III/P   |                                                                                        |  |
| Beijing            | National Centre for the Performing Arts Concert Hall | 2006 | Johannes Klais Orgelbau    |      | 113      | IV/P    |                                                                                        |  |
| Beijing            | Xicheng National Grand Theatre                       | 2007 | Johannes Klais Orgelbau    |      | 90       | IV/P    |                                                                                        |  |
| Beijing            | Youth Concert Hall, Fang Zhuang                      |      | Kenneth Jones              |      |          | III/P   | Hauptorgel                                                                             |  |
| Beijing            | Youth Concert Hall, Fang Zhuang                      |      | Kenneth Jones              |      |          | II/P    | Continuo-Orgel                                                                         |  |
| Beijing            | Zhongshan Park Music Hall                            |      | Austin Organs              |      | 63       | III/P   |                                                                                        |  |
| Fuzhou             | Flower Lane Church                                   | 2017 | Rieger Orgelbau            |      | 45       | III/P   |                                                                                        |  |
| Guangzhou          | Xinghai Concert Hall                                 | 1995 | Rieger-Kloss, CZ           |      | 84 o. 82 | IV/P    |                                                                                        |  |
| Gulangyu           | Xianmen Organ Museum                                 | 1890 | Hutchings                  |      | 103      | IV/P    | Große Orgel, 7.340 Pfeifen; Arbeiten Casavant, unbekannt, Wakeley, Rieger zuletzt 2018 |  |
| Hangzhou           | Grand Theatre Music Hall                             | 2006 | Rieger Orgelbau            |      | 47       | III/P   |                                                                                        |  |
| Hefei              | Grand Theatre                                        | 2010 | Casavant Frères, CAN       |      | 60       | IV/P    | Große Orgel                                                                            |  |
| Hefei              | Grand Theatre                                        | 2010 | Casavant Frères            |      | 6        | II/P    | kleine Orgel                                                                           |  |
| Hongkong           | Academy for Performing Arts                          | 1986 | Rieger Orgelbau,           |      | 41       | IV/P    |                                                                                        |  |
| Hongkong           | Chinese University                                   | 2000 | Johannes Klais Orgelbau    |      | 14       | II/P    |                                                                                        |  |
| Hongkong           | Cultural Centre                                      | 1989 | Rieger Orgelbau            |      | 93       | IV/P    |                                                                                        |  |
| Nanjing            | Jiangsu Grand Theatre                                | 2017 | Rieger Orgelbau            |      | 92       | IV/P    |                                                                                        |  |
| Nanning, Guangxi   | Concert Hall                                         | 2018 | Johannes Klais Orgelbau    |      | 64       | IV/P    |                                                                                        |  |
| Shanghai           | Oriental Art Center                                  | 2005 | Rieger Orgelbau            |      | 88       | V/P     |                                                                                        |  |
| Shenzhen           | Guandong Culture Center                              | 2007 | Rieger Orgelbau            |      | 87       | V/P     |                                                                                        |  |
| Zhengzhou          | Henan Art Center                                     | 2008 | Rieger Orgelbau            |      | 39       | III/P   |                                                                                        |  |
| Zhuhai, Guandong   | Convention Center                                    | 2014 | Johannes Klais Orgelbau    |      | 55       | III/P   |                                                                                        |  |